# Phaonia dismagnicornis
Phaonia dismagnicornis este o specie de muște din genul Phaonia, familia Muscidae, descrisă de Xue și Cao în anul 1989. Conform Catalogue of Life specia Phaonia dismagnicornis nu are subspecii cunoscute.